# Ерлінг Нільсен (футболіст)
Ерлінг Нільсен (дан. Erling Nielsen, 2 січня 1935, Оденсе — 15 вересня 1996) — данський футболіст, що грав на позиції півзахисника.
Виступав, зокрема, за клуб «Болдклуббен 1909», а також національну збірну Данії.

## Клубна кар'єра
У дорослому футболі дебютував 1954 року виступами за команду «Болдклуббен 1909», кольори якої і захищав протягом усієї своєї кар'єри гравця, що тривала одинадцять років. 

## Виступи за збірну
У 1958 році дебютував в офіційних матчах у складі національної збірної Данії.
У складі збірної був учасником чемпіонату Європи 1964 року у Франції.
Загалом протягом кар'єри в національній команді, яка тривала 7 років, провів у її формі 3 матчі.
Помер 15 вересня 1996 року на 62-му році життя.